# Jewell Loyd
Jewell Blessing Loyd (nacida el 5 de octubre de 1993 en Chicago, Illinois) es una jugadora de baloncesto estadounidense. Con 1.78 metros de estatura, juega en la posición de base.